# Saimiri boliviensis
Il saimiri boliviano (Saimiri boliviensis I. Géoffroy & Blainville, 1834) è un primate platirrino della famiglia dei Cebidi.

## Distribuzione
Con due sottospecie (Saimiri boliviensis boliviensis e Saimiri boliviensis peruviensis) questi animali vivono nel bacino amazzonico ad est delle Ande in Perù, Brasile (stati dell'Acre ed Amazonas) e gran parte della Bolivia orientale.

Prediligono le aree di foresta pluviale pedemontana, fino ad altezze di 2500 m.

## Descrizione

### Dimensioni
Misurano fino a 80 cm di lunghezza, di cui più della metà spetta alla coda, per un peso di 1200 g.

### Aspetto
Il pelo è corto ed assai denso, di colore giallastro coi singoli peli dotati di punte nere: il ventre e le cosce sono generalmente giallastri, ma il colore spazia dal bianco al rossiccio. La testa è nerastra, con una mascherina bianco-rosata attorno ad occhi e muso, ambedue neri: sulle orecchie sono presenti due ciuffi di pelo bianco. La coda è giallastra con la punta nera.

### Dimorfismo sessuale

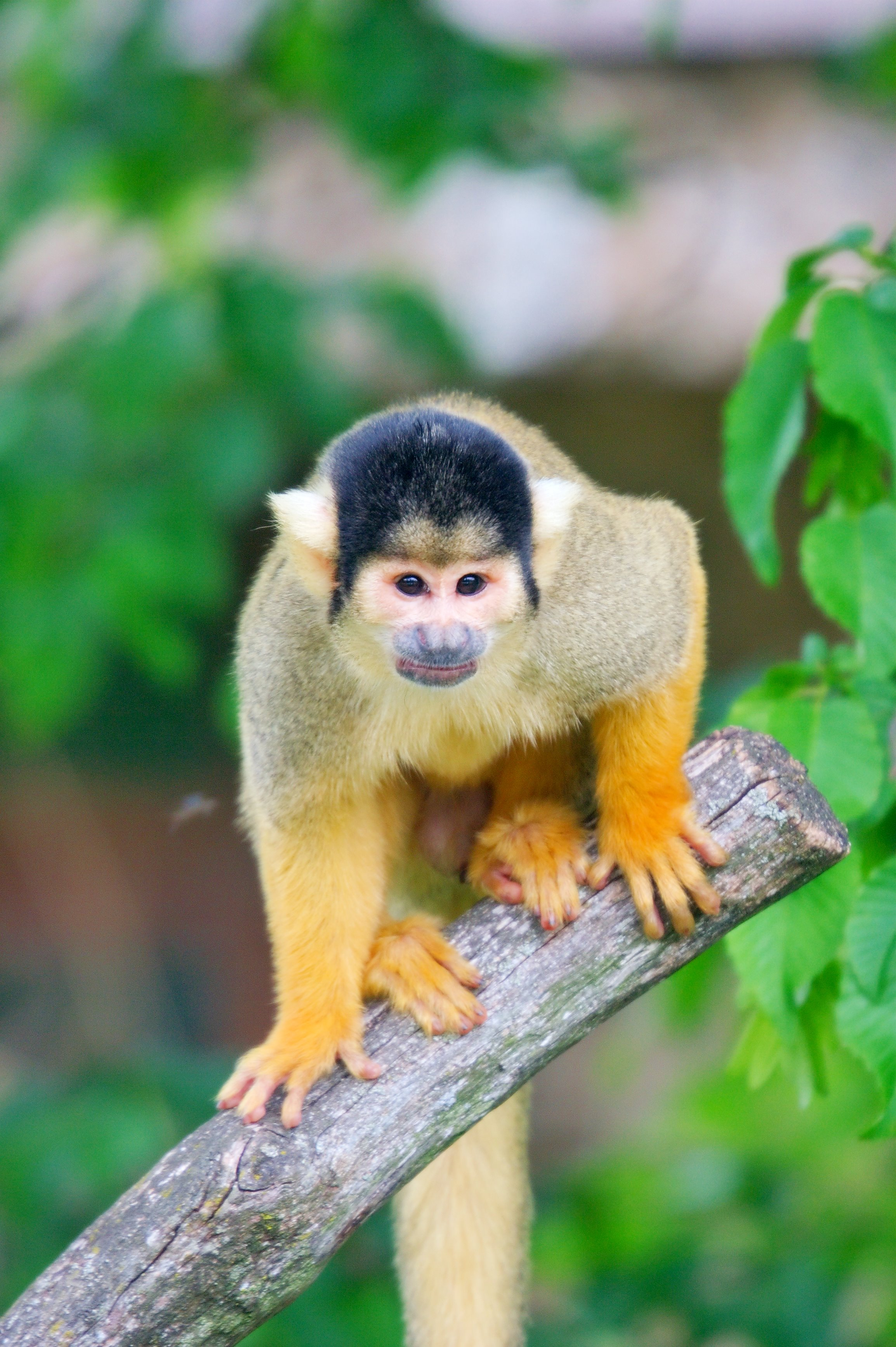
Un maschio: notare il pelo grigio al di sopra delle sopracciglia.

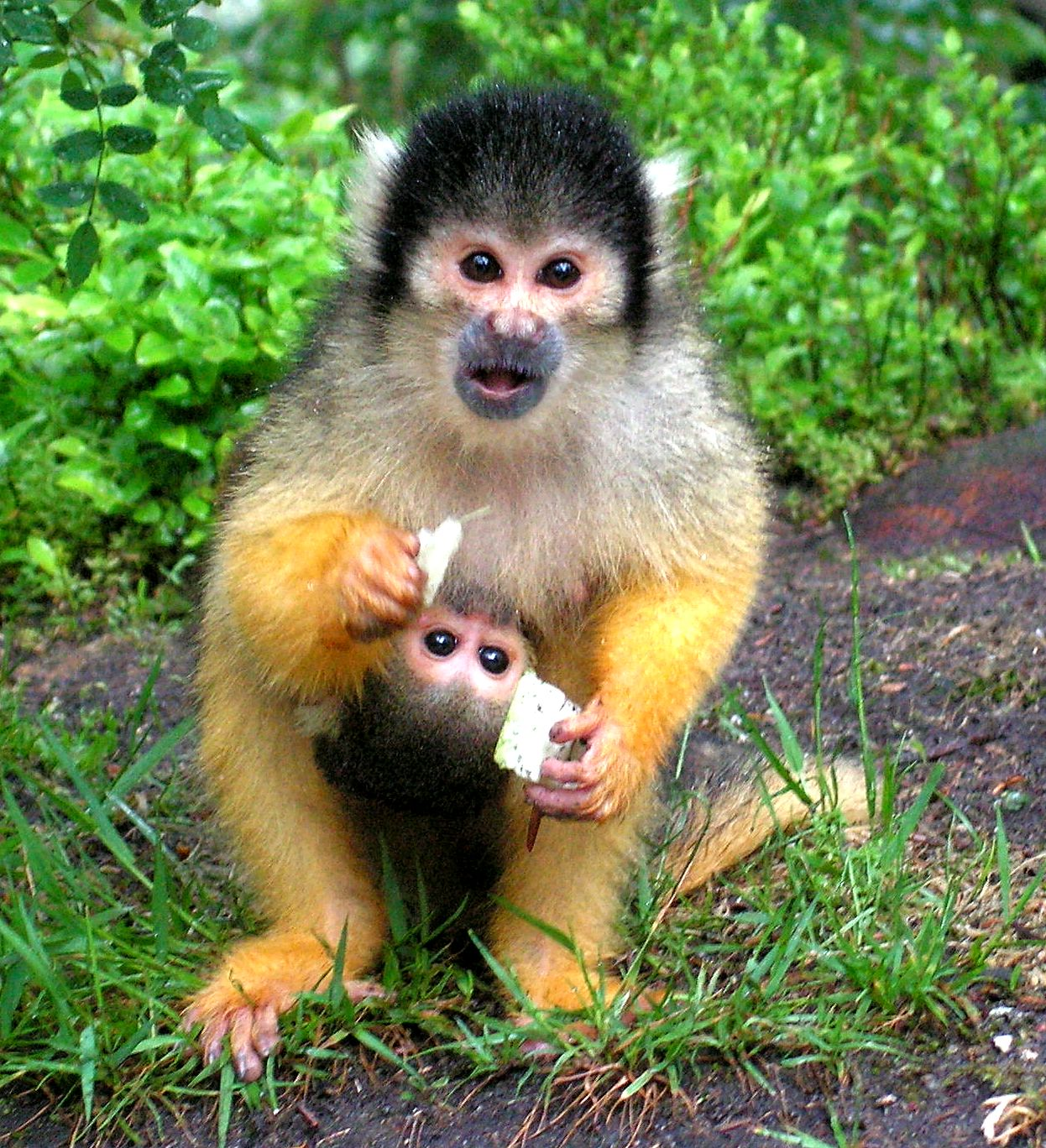
Femmina con cucciolo: le femmine hanno invece una corona nera sulle sopracciglia.

I maschi sono, a parità d'età, più grandi e pesanti delle femmine: inoltre, il pelo al di sopra delle sopracciglia forma una corona che è di colore grigio nei maschi e nero nelle femmine.

## Biologia
Si tratta di animali diurni ed arboricoli: vivono in gruppi che contano dai 10 ai 550 individui, anche se questi valori sono degli estremi ed il numero solito di individui facenti parte di un gruppo è di 40-50. All'interno del gruppo maschi e femmine, che vivono in sottogruppi distinti e separati fra loro (caso unico fra le scimmie scoiattolo), stabiliscono precise scale gerarchiche tramite combattimenti che terminano in atti di supremazia del vincente, che mostra il proprio pene (se femmina lo pseudo-pene) e spesso urina sul perdente: il rango raggiunto viene comunicato agli altri tramite messaggi d'urina che l'animale si strofina sul corpo.

All'interno del gruppo, oltre a questi comportamenti aggressivi (peraltro limitate alla fase iniziale di vita del gruppo, quando sono ancora da definire i ruoli di ciascun componente), questi animali possiedono una serie di richiami (fino ad ora ne sono stati individuati una trentina) atti a comunicare eventuali stati di gioia, disponibilità sessuale, aggressività, paura, contentezza e dolore: sorprende inoltre la dedizione di questi animali al gioco, al quale sembrano dedicare un tempo giornaliero secondo come percentuale solo a quello umano.

Ciascun gruppo definisce un proprio territorio, che varia di dimensioni a seconda della quantità di cibo disponibile nell'area ed alla dimensione del gruppo stesso, che all'interno del proprio territorio percorre circa un chilometro al giorno: tuttavia, questi animali non sembrano essere territoriali.

### Alimentazione
Questi animali si nutrono principalmente di frutta ed insetti: i gruppi mangiano assieme, non tendono quindi a separarsi per la ricerca del cibo (come succede nelle scimmie ragno). Preferiscono nutrirsi sulle parti terminali dei rami, dove la sottigliezza del ramo può sopportare poco peso e quindi altri animali più grandi, come predatori o potenziali concorrenti per il cibo, non vi si avventurano. In caso di scarsità del cibo principale, queste scimmie possono ripiegare su semi, fiori, foglie ed occasionalmente anche piccoli vertebrati.

Curiosamente, in questi animali le interazioni sociali sembrano direttamente proporzionali alla quantità e qualità di cibo disponibile.

### Riproduzione

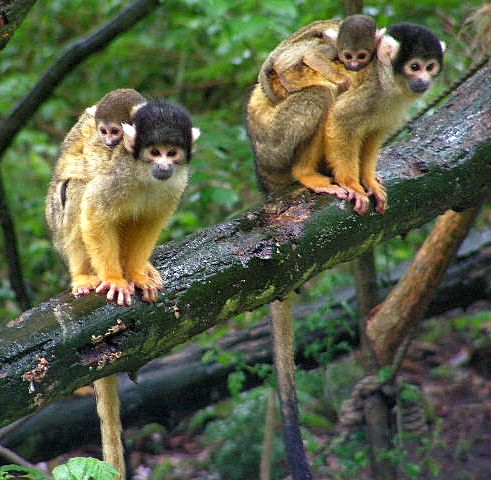
Due femmine con cuccioli in groppa: fra le scimmie scoiattolo spesso le femmine fanno da balie ad altri cuccioli.

Nell'ambito del gruppo, le femmine tendono a sincronizzare il proprio ciclo estrale, che dura una settimana, in modo da risultare ricettive in tre soli mesi dell'anno, durante i quali i maschi rompono la segregazione fra i sottogruppi ed interagiscono con le femmine, che spesso si accoppiano promiscuamente con più maschi, pur lasciando la priorità d'accoppiamento al maschio dominante. Per accoppiarsi, i maschi (che durante la stagione degli accoppiamenti accumulano grandi quantità di grassi) utilizzano con le femmine lo stesso comportamento aggressivo che utilizzano coi maschi sottomessi, montandole solo quando queste ultime danno anch'esse segni di sottomissione.

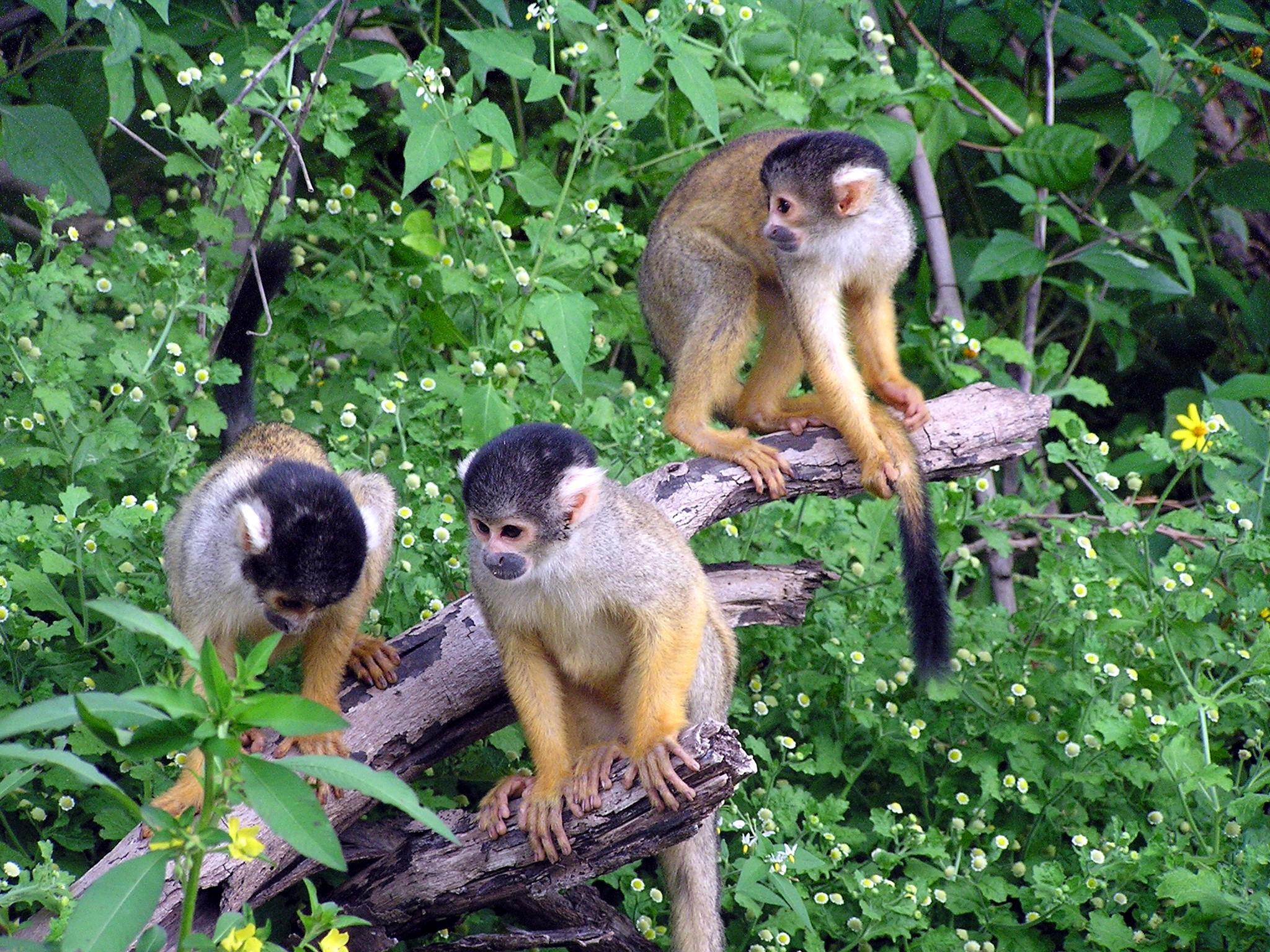
Un gruppetto di giovani immaturi: in questa specie vige una rigida separazione fra i sessi.

La gestazione dura fra i cinque ed i sei mesi, al termine dei quali viene dato alla luce un unico cucciolo: questo può venire accudito congiuntamente dalla madre e da altre femmine del gruppo fino a quando non viene svezzato, cosa che avviene attorno ai cinque mesi di vita, anche se il cucciolo impiega un anno prima di raggiungere la totale indipendenza.

La maturità sessuale viene raggiunta attorno ai tre anni dalle femmine, mentre i maschi sono più tardivi e non possono dirsi maturi sessualmente prima dei cinque anni, pur entrando a far parte di un proprio sottogruppo (comprendente i maschi subadulti) a tre anni anch'essi.